# Tower of the Americas
La Tower of the Americas est une tour d'observation de 228,6 mètres (750 pieds) construite à San Antonio dans l'État du Texas.

## Description
À son sommet, l'ouvrage possède un restaurant. Cette tour conçue par l'architecte O'Neil Ford a été bâtie à l'occasion de l'exposition universelle de 1968, qui avait pour thème les civilisations aux Amériques.
Le 9 août 1966, l'offre pour la construction de la tour a été laissée à Lyda-Lott, une entreprise commune entre deux entrepreneurs généraux, Darragh & Lyda, Inc. de San Antonio et H.A. Lott, Inc. de Houston.
La tour était la plus haute tour d'observation aux États-Unis de 1968 à 1996, quand la Stratosphere Las Vegas (350 m) a été construite.
La tour est située au milieu du HemisFair Park. La tour a une plate-forme d'observation accessible par ascenseur. Il y a également un salon et un restaurant à rotation au-dessus de la tour, fournissant des vues panoramiques de la ville.
En 2004, Landry's Restaurant Inc a gagné l'offre d'un bail de 15 ans par la ville de San Antonio pour contrôler et actionner la propriété. Landry a entrepris une rénovation de $8 millions USD pour le restaurant, le salon, plate-forme d'observation et diffuser un film 4-D appelé « Skies Over Texas ». En plus, Landry dépense $4 millions USD pour des attractions au niveau du sol. Ceci a additionné 200 % d'espace en plus à la partie inférieure de la structure, fournissant une boutique de souvenirs et un café. Les rénovations ont été accomplies en juin 2006, et la tour rouverte le 21 juin.
Avant Landry, Frontier Enterprises (propriétaire de Jim's Restaurants, basé à San Antonio) a tenu le restaurant de la Tower of the Americas pendant plus de trois décennies.